# Mnesarete fuscibasis
Mnesarete fuscibasis is een libellensoort uit de familie van de beekjuffers (Calopterygidae), onderorde juffers (Zygoptera).
De wetenschappelijke naam van de soort is voor het eerst geldig gepubliceerd in 1909 door Calvert.